# متئو گندوزی
متئو الیاس کنزو گندوزی اولیه (فرانسوی: Matteo Elias Kenzo Guendouzi Olié‎؛ زادهٔ ۱۴ آوریل ۱۹۹۹) بازیکن فوتبال اهل فرانسه است که برای باشگاه لاتزیو بازی می‌کند.

## عملکرد باشگاهی

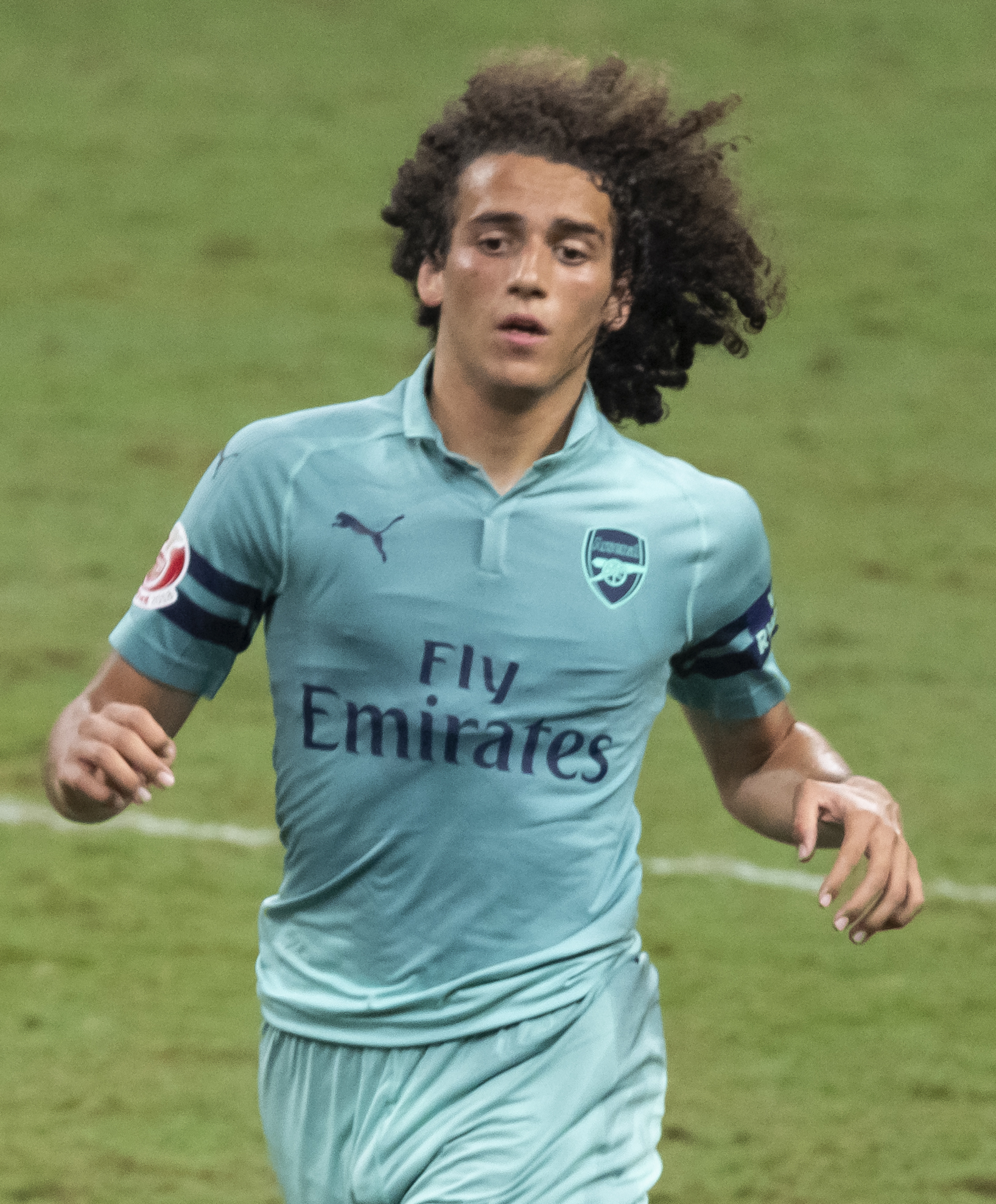
گندوزی در لباس آرسنال

### دوران نوجوانی
قندوزی کار خود را در آکادمی پاری سن ژرمن در سن ۶ سالگی آغاز کرد. او در سال ۲۰۱۴ پاریس را ترک کرد تا به آکادمی لوریان بپیوندد. پس از نمایندگی در سمت لوریان بی، وی در سال ۲۰۱۶ به تیم اول معرفی شد.

#### لوریان
قندوزی اولین بازی خود را برای لوریان در ۱۵ اکتبر ۲۰۱۶ انجام داد، در بازی لوشامپیونا برابر نانت در یک شکست ۱–۲ او نه بار در همه مسابقات بازی کرد و لوریان در پایان فصل به دسته دوم سقوط کرد.
در فصل ۱۸–۲۰۱۷، قندوزی ۲۱ بار برای لوریان به میدان رفت، لوریان در این رقابت‌ها سقوط نکرد و در رده هفتم لیگ ۲ قرار گرفت.

#### آرسنال
در تاریخ ۱۱ ژوئیه ۲۰۱۸، در طول پنجره نقل و انتقالات تابستانی، اعلام شد که قندوزی با پرداخت هزینه ای غیرقابل اعلام، به باشگاه لیگ برتری آرسنال پیوسته‌است، که گمان می‌رود در منطقه ۷ میلیون پوند به علاوه پاداش باشد. سرمربی اونای امری گفت: "ما خوشحالیم که متئو به ما ملحق می‌شود. او یک بازیکن جوان با استعداد است و باشگاه‌های زیادی به او علاقه‌مند شده‌اند. او از پتانسیل بزرگی برخوردار است و تجربه فصل اول تیم خوب را در فصل گذشته با لوریان کسب کرده‌است. یاد بگیرند و پیشرفت کنند و بخش مهمی از تیم اول تیم ما باشند ".
در ۲۸ ژوئیه، او اولین بازی خود را در یک بازی دوستانه مقابل باشگاه سابق خود پاری سن ژرمن در سنگاپور انجام داد. او بازی را شروع کرد، تحت تأثیر قرار گرفت و به تیمش کمک کرد تا ۵–۱ پاری سن ژرمن را شکست دهد. در ۱۲ اوت، گوندوزی اولین بازی خود در لیگ برتر را در آستانه شروع فصل آرسنال در برابر مدافع عنوان قهرمانی منچسترسیتی انجام داد و در آنجا ۷۲ بار لمس توپ انجام داد، بیشترین لمس برای تیمش. آنها مسابقه ۰–۲ را از باختند. گوندوزی اولین گل حرفه ای حرفه خود را در تاریخ ۴ اکتبر به ثمر رساند و در پیروزی ۳–۰ آرسنال مقابل قره باغ، یک حرکت کم خطر از درون محوطه جریمه، به محض کمک گرفتن از الکساندر لاکازت، به ثمر رسید.

#### هرتابرلین
در تاریخ ۵ اکتبر ۲۰۲۰ متئو قندوزی با قراردادی قرضی و یک ساله از آرسنال به هرتابرلین پیوست.

## عملکرد بین‌المللی
گوندوزی در حومه شهر پاریس فرانسه به دنیا آمد. او نماینده فرانسه در سطوح تا فرانسه زیر ۲۰سال بوده‌است. با داشتن میراث جزئی از مراکش، گووندوزی در سال ۲۰۱۷ توسط هروه رنار، سرمربی مراکش، برای تغییر ملیت برای بازی برای تیم ملی مراکش، در سال ۲۰۱۷ نزدیک شد. با این حال، پس از ملاقات پدر گوندوزی در مارس ۲۰۱۷ با هروه رنارد تصمیم به ماندن گرفت و به فرانسه وفادار شد.
در تاریخ ۲ سپتامبر ۲۰۱۹، برای اولین بار گوندوزی به عنوان بازیکن ارشد فرانسوی فراخوانده شد تا جایگزین پل پوگبا مصدوم در مرحله مقدماتی یورو ۲۰۲۰ برابر آلبانی و آندورا شود. با این حال، او در هر دو بازی یک جایگزین بی استفاده بود.
گل های ملی
افریقای جنوبی
اسرائیل